# Цатаних
Цатаних (авар. Цӏатӏанихъ) — село в Унцукульском районе Дагестана.
Образует сельское поселение село Цатаних как единственный населённый пункт в его составе.
Центр сельсовета (в 1921—45 и с 1957) года.

## География
Село расположено на р. Энжерух (бассейн р. Андийское Койсу), в 25 км к юго-западу от районного центра, села Унцукуль.

## Население
| 1888 | 1895 | 1926 | 1939 | 1970 | 1989 | 2002 |
| ---- | ---- | ---- | ---- | ---- | ---- | ---- |
| 627  | ↘603 | ↘431 | ↗517 | ↘413 | ↗549 | ↗706 |
| 2010 | 2012 | 2013 | 2014 | 2015 | 2016 | 2017 |
| ↗862 | ↗864 | ↘852 | ↘844 | ↗848 | ↘845 | ↗852 |
| 2018 | 2019 | 2020 | 2021 | 2023 | 2024 |      |
| ↗855 | ↗857 | ↗867 | ↘857 | ↗880 | ↗882 |      |

## Известные уроженцы
Родина поэта Магомеда Гунашева (1935—8.03.2013).
Гимбатов Магомед – с. Цатаних Унцукульский район. 1-й секретарь РК КПСС в 1949—1983 г.г.
Магомедов Мухума Магомедович - профессор ДГМУ